# Intrum
Intrum es una empresa sueca de gestión de cobros y patrimonios. Con cerca de 100 años de historia, cotiza en la Bolsa de Estocolmo desde 2002 y está presente en 24 mercados europeos y, a través de socios, en otros muchos países fuera de Europa. Es miembro de la Federación sueca de gestión de pagos (FIGEC).

## Historia
Intrum fue fundada en Suecia en 1923. En 1971 adquirió la sociedad Bo Göranson. Salió por primera vez a Bolsa en Luxemburgo, en 1987, y empezó a cotizar en la Bolsa de Londres en 1990. En 2002, llegó a la Bolsa de Estocolmo. En junio de 2017, Intrum Justitia y Lindorff se fusionan en una sola entidad denominada Intrum.
Con más de 80 000 clientes en 24 países, Intrum obtiene unos ingresos de más de 1265 millones de euros y cuenta con más de 8000 asalariados (cifras de 2017). Especializada en todo en el cobro de deudas, últimamente se ha dedicado especialmente a las deudas pendientes de los usuarios morosos de las compañías telefónicas.

### Francia
La sede social de la filial francesa de Intrum está ubicada cerca de Lyon, en Saint-Priest.

## Críticas
La compañía Intrum ha sido acusada por diferentes asociaciones de consumidores de métodos expeditivos y agresivos para los deudores e inquilinos, incluso a veces rozando la ilegalidad. Entre las asociaciones denunciantes figuran la Federación francesa de consumidores UFC, y la asociación ADC de Lorena. ). También existen numerosos informes de periodistas que avalan estas quejas.· En concreto, se habla de acoso en las llamadas telefónicas, cartas, amenazas y restricciones, cobros ilegales en las cuentas de los morosos, intentos de recuperar cantidades no justificadas, etc. La empresa Intrum ha sido condenada en varias ocasiones por estos métodos.